# 阿佐佩省
6°10′N 3°59′W / 6.167°N 3.983°W

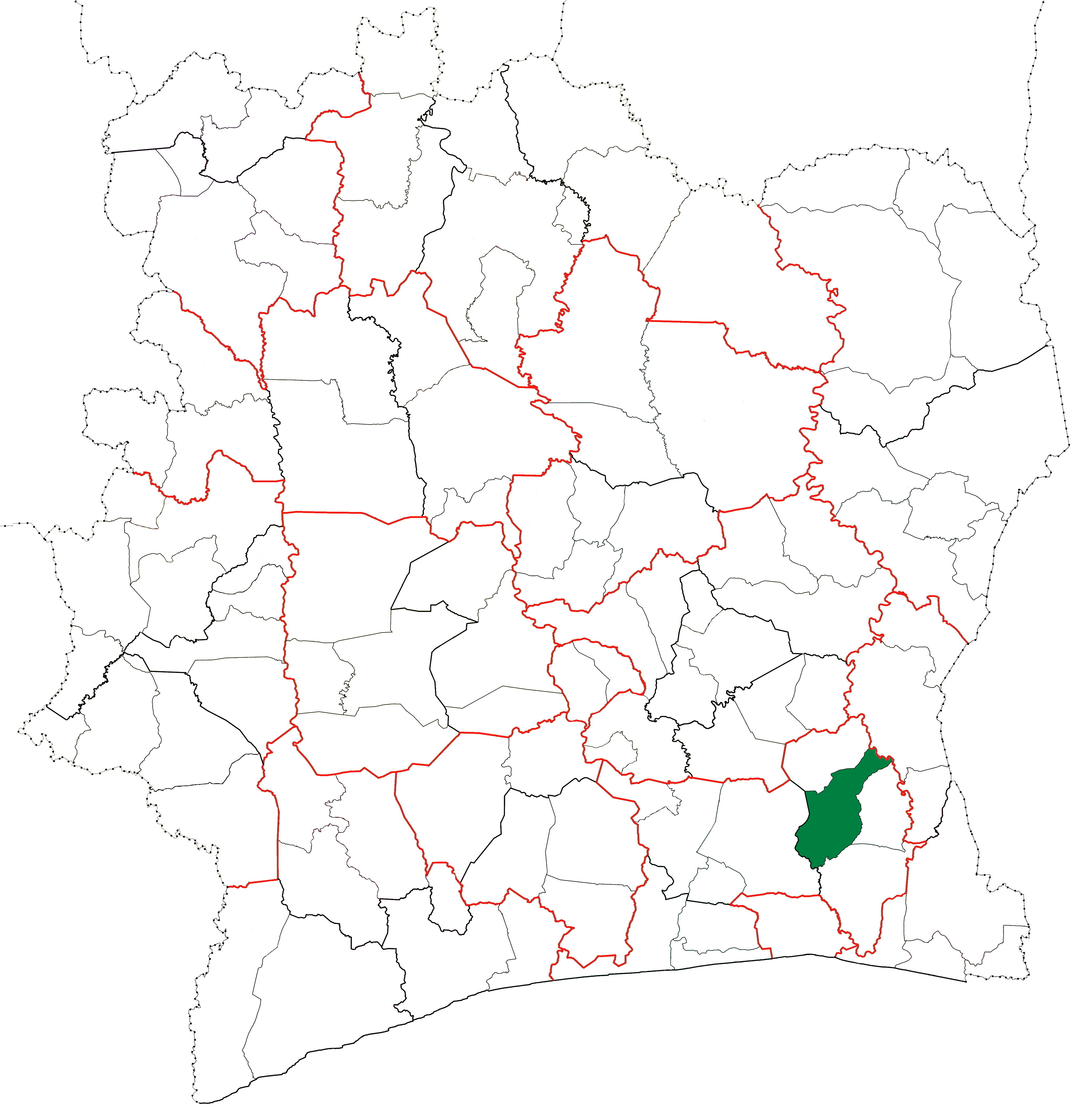

阿佐佩省（Adzopé Department），是科特迪瓦的省份，位於該國南部潟湖區，由拉梅大區負責管轄，首府設於阿佐佩，北面是阿庫佩省，成立於1969年，2014年人口193,518。